# Рива Валдобия
Рѝва Валдо̀бия (на италиански: Riva Valdobbia; на пиемонтски: la Riva, ла Рива) е село в Северна Италия, община Аланя Валсезия, провинция Верчели, регион Пиемонт. Разположено е на 1112 m надморска височина.